# Stuck in the Suburbs

Poster phim Stuck in the Suburbs

Stuck in the suburbs là một bộ phim hài dành cho tuổi teen do Kênh Disney phát hành, dài 82 phút, bắt đầu khởi chiếu từ ngày 16 tháng 7 năm 2004.
- Đạo diễn: Savage Steve Holland
- Nhà sản xuất: Richard D. Arredondo, Richard Fischoff
- Kịch bản: Wendy Engelberg, Amy Engelberg, Daniel Berendsen
- Diễn viên chính: Danielle Panabaker, Brenda Song, Taran Killam
- Phụ trách âm nhạc: Jeff Vincent

## Nội dung
Brittany Aarons (Danielle Panabaker thủ vai) là một trong những cô gái 14 tuổi hâm mộ cuồng nhiệt chàng ca sĩ nổi tiếng, hát hay và đẹp trai Jordan Cahill (Taran Killam). Phải nói là Brittany rất khó hiểu, rất nghịch ngợm, sôi động, ồn ào nhưng cũng hay suy nghĩ, buồn bã. Lý do Brittany chán nản là cô phải sống ở khu ngoại ô yên tĩnh, tẻ nhạt đến phát chán. Cuộc sống của Brit chỉ bắt đầu tươi đẹp hơn khi ca sĩ Jordan Cahill đến khu ngoại ô của cô để quay video và Brit gặp được một cô bạn rất "được". Tên cô bạn mới đó là Natasha Kwon-Schwartz (Brenda Song) - người mà không đứa bạn thân nào của Brittany ưa. Brittany ấn tượng với Natasha ngay từ cái nhìn đầu tiên: xinh đẹp, thời trang và có một cuộc sống như thiên đường (bố làm việc ở nước ngoài thường xuyên, gia đình từng sang châu Âu ở nhiều năm,...) nên từ đó Brit suốt ngày cặp kè với Natasha. Họ trở thành bạn thân nói chuyện với nhau rất vui, chỉ có điều Natasha ghét ca sĩ Jordan. Brittany để chiều bạn nên đã giả vờ mình cũng không thích anh ta.
Jordan đến khu ngoại ô nơi Brittany đang sinh sống và bắt đầu quay video. Nhưng vì cái tính nghiêm nghị không thích những hành động "sến" (như vừa hát vừa hất tóc) và nguyện vọng được ông bầu cho mình hát bài tự sáng tác không được đáp ứng nên anh đã bực bội, bỏ dở và xích mích với ông bầu, đồng thời cũng làm trợ lý Eddie - bạn thân của anh phải lao đao, vất vả. Khi về khách sạn, Eddie và Brittany va vào nhau rất mạnh, túi của hai người bị văng đồ tung toé. Kết quả là trong lúc vội vã nhặt đồ đạc, Brit đã vô tình cầm nhầm điện thoại của Jordan, Eddie cầm phải điện thoại của Brit.
Ở nhà, Brittany và Natasha rất sửng sốt khi phát hiện ra sự nhầm lẫn này. Brittany định mang trả lại nhưng Natasha ngăn lại và thực hiện một trò đùa rất ác: gọi điện cho nhà tạo mẫu tóc của Jordan bằng điện thoại đó và thông báo "Jordan muốn cắt tóc ngắn". Brittany thực sự không muốn thế nhưng không biết phải làm gì vì sợ Natasha biết mình hâm mộ Jordan. Báo hại cho anh chàng Jordan vô tội từ mái tóc dài lãng tử trở thành một mái đầu ngắn cũn, các fan của anh rất đau lòng khi thấy sự thay đổi "kì dị" của thần tượng. Chỉ có Eddie mới biết những rắc rối mới xảy ra là bắt nguồn từ chủ nhân của cái điện thoại di động mình cầm nhầm, anh bí mật gọi cho Brittany yêu cầu trả lại đồ. Hai cô gái nghịch ngợm (Brit và Natasha) nhất quyết không chịu.
Một lần, Brittany phát hiện ra chuyện không hay cho chính cô: Natasha là một kẻ nói dối, bố của Natasha không hề đi làm tận châu Âu hay châu Úc, Natasha chưa từng được sang châu Âu mà chỉ học ở trường bình thường như Brit. Natasha và Brittany cãi nhau và bới móc hết tội lỗi của nhau, Natasha cũng mắng Brittany vì đã kết bạn với cô chỉ vì tưởng gia đình cô "oai" lắm, lại còn nói dối không thích Jordan Cahill. Sau đó họ không thèm nhìn mặt nhau nữa. Những việc rắc rối xảy ra với ca sĩ Jordan làm cho Brit bắt đầu thấy hối hận, cô quyết định gặp anh để trả lại điện thoại và nói xin lỗi. Không ngờ, Jordan không giận mà hoá ra anh thích kiểu đầu ngắn hiện nay. Nhưng cuộc nói chuyện chưa kịp hoàn thành, chiếc điện thoại chưa được trả lại thì Brit phải chạy trốn sự truy đuổi của ông bầu Jordan, còn Jordan bị giữ lại để giải thích mọi chuyện. Lúc gay go như vậy, Brit đã thực sự cần sự giúp đỡ của Natasha, hai người đã làm lành với nhau. May mắn là Natasha, Britany và Jordan đã gặp được nhau và cùng trốn một chỗ. Khi đó, trước khi trả điện thoại, Natasha và Brittany đã kịp thời gửi lời bài hát do chính Jordan sáng tác cho tất cả danh sách trong điện thoại của Jordan để mọi người đều biết. Ông bầu của Jordan đã phải đồng ý cho Jordan đưa bài đó vào album (mà theo ông nó chẳng hợp với dòng nhạc thị trường gì cả). Cuối cùng, Jordan đã được sống với những gì anh tự chọn lựa, còn mẹ của Brittany được Jordan giúp đỡ cho buổi quyên góp ủng hộ nhà cổ.

## Diễn viên
- Danielle Panabaker - Brittany Aarons
- Brenda Song - Natasha Kwon-Schwartz
- Taran Killam - Jordan Cahill
- Amanda Shaw - Kaylee Holland
- CiCi Hedgpeth - Ashley Simon
- Jennie Garland - Olivia Hooper
- Ryan Belleville - Eddie
- Todd Stashwick - Len
- Kirsten Nelson - Susan Aarons
- Corri English - Jessie Aarons
- Patrick Stogner - Cooper Aarons
- Lara Grice - Mẹ của Olivia
- Ric Reitz - David Aarons
- Drew Seeley - Nhân viên tiếp khách tại khách sạn

## Nhạc trong phim
- "A Whatever Life" — Haylie Duff
- "Good Life" — Jesse McCartney
- "Stuck" — Stacie Orrico
- "Over It" — Anneliese van der Pol
- "Stuck in the Middle With You" — Stealer's Wheel
- "Take Me Back Home" — Greg Raposo
- "More Than Me" (Acoustic) — Taran Killam
- "On Top Of The World" — Taran Killam
- "Make A Wish" — Taran Killam
- "More Than Me" (Pop Version) — Taran Killam